# ジョン・ウィンター
ジョン・ウィンター（John Winter、1924年12月3日 - 2007年12月5日）は、オーストラリアの陸上競技選手。1948年ロンドンオリンピックの金メダリストである。西オーストラリア州パース出身。

## 経歴
ウィンターは、パースのスコッチカレッジに通っていた15歳のときからアスリートとしての才能の片鱗を見せていた。彼は、16歳以下の大会の走高跳で1m79、オープンの大会でも1m85を記録していた。
ウィンターは、第二次世界大戦中、空軍に参加しイギリスで終戦を迎えた。大戦が終了した後、オーストラリアに帰国。1947年、1948年のオーストラリア選手権を制覇した。
1948年には、ロンドンオリンピックに出場。ウィンターは、走高跳に出場するが、当初はメダル圏外と見られていた。ウィンターの跳躍方法は、時代遅れのイースタン・カットオフスタイルであったためである。26選手が出場した中でこのスタイルで跳躍を行っていたのはウィンターを含め2人であった。ほかの選手は、ベリーロール、ウェスタンロールであった。
競技は、冷たい雨が降る中、数時間に渡り続いた。1m95の高さを5人の選手が成功。バーは1m98に上がり、ウィンター以外の4人の選手は1回目を失敗。しかしウィンターは1回目であっさりと成功。ほかの選手たちは残り2回のジャンプに挑むが、冷たい雨が降りぬれた悪条件の中、全選手ともクリアできず、ウィンターが金メダルを獲得した。 
オリンピックの後、ウィンターはオーストラリアに帰国せずイギリスに滞在。1949年のオーストラリア選手権は欠場。1950年にオーストラリアに帰国。その年のオーストラリア選手権を制すると、同年にニュージーランドのオークランドで開催された大英帝国競技大会（コモンウェルスゲームズ）も制覇した。しかし、同年限りでウィンターは現役を引退した。

## 主な実績
| 年   | 大会           | 場所                           | 種目   | 結果 | 記録  |
| ---- | -------------- | ------------------------------ | ------ | ---- | ----- |
| 1948 | オリンピック   | ロンドン(イギリス)             | 走高跳 | 1位  | 1 m98 |
| 1950 | 大英帝国競技会 | オークランド(ニュージーランド) | 走高跳 | 1位  | 1 m98 |